# Max Bisping
Max Bisping (* 25. Juli 1817 in Fröndenberg; † 19. März 1890 in Münster) war ein deutscher Komponist und Musikpädagoge.
Bisping ist bekannt als Verfasser von Bispings Klavierschule (erste Ausgabe 1860), einer der maßgebenden Klavierschulen des 19. Jahrhunderts. Sein Schüler Alfred Rose bearbeitete diese Schule und widmete sie seinem Lehrer; diese Neue Klavierschule von Bisping-Rose in ursprünglich 5 Heften, heute meist in 2 Bänden herausgegeben, wird von Hofmeister erstmals im Jahr 1900 verzeichnet und erlebte bis in die 1930er Jahre über 30 Auflagen. Bisping war auch Mitbegründer des evangelischen Gymnasiums in Lippstadt (1845).